# Roger Victor Rakotondrajao
Roger Victor Rakotondrajao (* 26. März 1960 in Befelatanana; † 3. November 2018 in Antananarivo) war ein madagassischer Geistlicher und römisch-katholischer Bischof von Mahajanga. 

## Leben
Roger Victor Rakotondrajao empfing am 29. Juli 1990 die Priesterweihe für das Bistum Miarinarivo.
Papst Benedikt XVI. ernannte ihn am 18. April 2008 zum Koadjutorbischof von Mahajanga. Die Bischofsweihe spendete ihm der Erzbischof von Antananarivo, Armand Gaétan Kardinal Razafindratandra, am 6. Juli desselben Jahres; Mitkonsekratoren waren Michel Malo IdP, Erzbischof von Antsiranana, und Augustine Kasujja, Apostolischer Nuntius auf Madagaskar, Mauritius und den Seychellen und Apostolischer Delegat auf den Komoren.
Mit dem Rücktritt Joseph Ignace Randrianasolos folgte er diesem am 2. Februar 2010 im Amt des Bischofs von Mahajanga nach. Wenige Wochen nach dem von ihm maßgeblich mitorganisierten Jugendtreffen JMJ Mada 9 in Mahajanga musste er sich wegen Herzproblemen in Antananarivo einer Behandlung unterziehen. Hier starb er am 3. November 2018 an einem Herzstillstand.